# Consett Iron Company
La Consett Iron Company Ltd  est une ancienne entreprise sidérurgique basée à Consett, en Angleterre. Fondée vers 1864, en reprenant les actifs de la Derwent & Consett Iron Company Ltd, qui succédait elle-même à la Derwent Iron Company fondée en 1840, l'entreprise prospère tout au long du XIXe siècle, puis régresse peu après la Seconde Guerre mondiale.
Comme la plupart des entreprises sidérurgiques britanniques, elle connaît alors une série de nationalisations suivies de privatisations, qui n'enrayent pas son déclin. Les restructurations successives se finissent avec la fermeture de l'usine sidérurgique de Consett, en 1980.

## Formation de l'entreprise (1840 - 1869)
En 1840, un groupe d'hommes d'affaires locaux mené par Jonathan Richardson fonde la première des entreprises sidérurgiques de Consett, la Derwent Iron Company, dans le comté de Durham, pour extraire et fondre le minerai de fer houiller proche de la ville,. Mais le meilleur minerai (c'est-à-dire le plus riche en fer) est rapidement épuisé. L'entreprise appuie alors les prolongations des voies de chemin de fer locales, dont le chemin de fer de Stockton et Darlington. Elle accède ainsi à de nouveaux gisements de minerai de fer dont, à partir de 1851, le minerai de la formation de Cleveland, près d'Eston (en). En 1856, l'usine de Consett exploite sept hauts fourneaux, tous datés de sa fondation, c'est-à-dire édifiés entre 1839 et 1840.
En 1857, la Consett Iron Company doit à la Northumberland and Durham District Bank près d'un million de livres sterling. Elle est alors mise en vente, mais une tentative de vente à la jeune Derwent and Consett Iron Company échoue. Le 4 avril 1864, après avoir côtoyé la cessation de paiements pendant plusieurs années, une nouvelle Consett Iron Company Ltd est formée,, avec un capital de 400 000 £ consistant en 40 000 actions de 10 £ et J. Priestman en tant que directeur général. Deux députés, Henry Fenwick (en) et John Henderson (en), font partie des directeurs. L'entreprise exploite alors 18 hauts fourneaux et peut produire 80 000 t/an de fonte brute et 50 000 t/an de produits finis en fer. Elle est également propriétaire d'un millier de maisons ouvrières et de 200 hectares, c'est une des plus grandes usines du pays : 

« La plus grande usine du groupe [du nord-est de l'Angleterre] est Consett, située à environ 8 lieues de Durham, sur le chemin de fer Durham-Consett. Elle contient 160 fours à puddler environ et 3 trains de puddlage, et 48 fours à réchauffer de toutes espèces. Ses ateliers de laminage possèdent 5 trains simples, avec cylindres de 60 cm de diamètre, et deux trains doubles […]. Il y a en outre un très beau train à rails capable de fournir par semaine 800 à 1 000 tonnes de rails. La compagnie de Consett possède 10 locomotives et occupe, tant à ses usines qu'à ses houillères, environ 6 000 ouvriers. »

— Samson Jordan (1872). Métallurgie du fer et de l'acier : études pratiques et complètes sur les divers perfectionnements apportés jusqu'à ce jour dans la fabrication de ces deux métaux, p. 319-328.

## Prospérité impulsée par William Jenkins (1869 - 1900)
| Année | Bénéfice (k£/an) | Taux de profit (% du capital) |
| ----- | ---------------- | ----------------------------- |
| 1865  | 39               | 12                            |
| 1870  | 102              | 24.5                          |
| 1875  | 215              | 33.7                          |
| 1880  | 104              | 15.6                          |
| 1885  | 60               | 8.6                           |
| 1890  | 366              | 38.6                          |
| 1895  | 115              | 8.6                           |
| 1900  | 673              | 38.7                          |
| 1905  | 245              | 13.6                          |
| 1910  | 221              | 12.4                          |

Sous la direction de William Jenkins, general manager de 1869 à 1894 et qui décède en 1895, l'entreprise devient durablement bénéficiaire pour la première fois. Ces bons résultats s'obtiennent malgré un marché particulièrement instable, comme la crise industrielle qui a sévi de la fin des années 1870 au début des années 1890. L'entreprise conserve de fortes sommes sous la forme de capital plutôt que de verser des dividendes à ses actionnaires. Ainsi, elle dépend moins des emprunts lorsque le conjoncture se retourne, et emprunte à de meilleurs taux lorsqu'elle doit le faire. Les employés bénéficient d'écoles, d'églises, d'un parc, d'un hôpital et d'autres infrastructures. La part de marché de l'entreprise dans la production sidérurgique britannique atteint le niveau record de 7,1 % en 1894, puis chute à 4,2 % en 1910 : les historiens de l'économie H. W. Richardson and J. M. Bass soulignent le bon sens des affaires et les choix judicieux de managers dus à William Jenkins.
Vers 1876, les chemins de fer abandonnent le fer puddlé au profit de l'acier pour les rails. La production à Consett s'effondre alors de près d'un tiers. L'entreprise se réoriente vers la production de tôles, dont la demande croissante est tirée par la construction navale. Puis en 1882, le procédé Martin-Siemens est adopté pour réaliser ces tôles en acier, le premier convertisseur de ce type étant opérationnel en 1883. En 1887, la production d'acier se généralise aux produits longs dans toute une gamme de sections, allant des cornières aux poutrelles pour la construction navale. Pour développer cette production, le laminoir d'Angle, doté d'une capacité de production de 78 000 tonnes de profilés par an, est construit sur un site de 6,4 hectares.
« En 1889, Consett atteint le zénith de son développement, quand [le laminoir d'Angle] est la plus grande usine de fabrication de tôles du monde. » Vers 1892, l'entreprise possède 7 hauts fourneaux et 10 mines de charbon. En plus de la production d'acier, une fonderie, située à un mile de Consett, à Crookhall (en), est capable de produire 150 tonnes par semaine de produits moulés en acier. L'entreprise dispose également d'une briquerie d'une capacité de 12 000 briques par semaine. Les avoirs fonciers croissent jusqu'à atteindre environ 2 700 maisons ouvrières. Une infirmerie de 16 lits sert à traiter les accidentés du travail. Les 6 000 employés touchent un salaire mensuel moyen de 5,33 £. Des investissements sont continuellement réalisés pour moderniser l'outil, comme des compresseurs Roots fournis par Robinson Thwaites (en) en 1893.

## Un lent déclin, entre routine industrielle et stratégies confuses (1900 - 1966)
Après le départ à la retraite de William Jenkins, George Ainsworth occupe le poste de general manager. L'entreprise maintient d'abord ses bénéfices mais l'outil industriel n'est pas modernisé, notamment à cause du manque de place à Consett ; un déménagement étant étudié avant d'être rejeté. L'entreprise ne bascule pas sur la motorisation électrique comme ses concurrentes et ses machines à vapeur deviennent bientôt obsolètes.
En 1924, la capitalisation de l'entreprise est valorisée à 3 500 000 £, elle émet 1 500 000 £ d'obligations
. En 1938, l'entreprise participe au financement de la nouvelle Jarrow Steel Company, issue de la défunte Palmers Shipbuilding and Iron Company, dont l'effondrement en 1933 avait généré la Jarrow March (en) en 1936. La Consett Iron Company adapte sa production pendant la Seconde Guerre mondiale en utilisant des minerais de plus mauvaise qualité. À cette époque, l'entreprise emploie 12 000 personnes.
En 1947, toutes les mines de charbon de l'entreprise sont nationalisées et passent sous le contrôle de la National Coal Board (en). En 1951, c'est au tour du reste de la Consett Iron Company d'être nationalisée par le gouvernement travailliste de Clement Attlee, au sein de la brève Iron and Steel Corporation of Great Britain (en) qui rassemble l'industrie sidérurgique britannique au moment de sa nationalisation. Mais, dès 1955, l'usine sidérurgique de Consett est privatisée par le troisième gouvernement Chruchill, alors qu'un nouveau laminoir est ouvert en 1961 pour approvisionner la construction navale. À cette époque, 6 000 employés travaillent dans l'usine de Consett.
En 1964, une nouvelle aciérie à l'oxygène est construite pour un coût de 9 000 000 £. Elle est équipée de 2 convertisseurs LD et de 2 Kaldos, tous de 100 tonnes de capacité. Mais dès 1966, la production Kaldo est devenue marginale,, pénalisée par l'importante consommation en matériau réfractaire des convertisseurs ainsi que la baisse du prix des minerais à bas phosphore qui servent à la production de fonte pour le procédé LD.

## La fin (1967 - 1980)
L'usine sidérurgique de Consett est renationalisée en 1967, cette fois par le gouvernement d'Harold Wilson. Elle est intégrée dans la British Steel Corporation (en), à un moment où la production britannique d'acier, de charbon et de navires est en net déclin. À ce moment, l'industrie sidérurgique britannique est devenue routinière, surcapacitaire et exploite des outils obsolètes. Le coût des matières premières comme du pétrole s'envole, et le capital manque pour moderniser l'équipement. La politique gouvernementale consistant à maintenir artificiellement le plein emploi complique l'organisation. Le premières restructurations arrivent immédiatement : en 1968, un Kaldo est transformé en troisième LD, de 150 tonnes, et en 1971, le dernier Kaldo est transformé de la même manière.

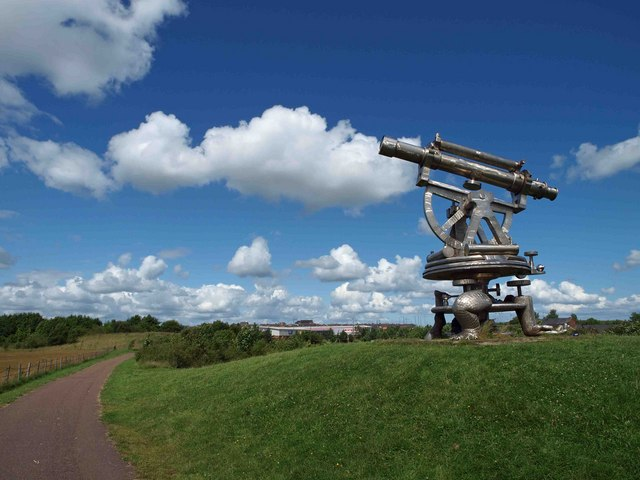
Terra Novalis, une sculpture en acier inoxydable sur le site de l'usine de Consett.

La fermeture de l'usine sidérurgique, en 1980, s'accompagne d'intenses débats et de nombreuses manifestations. De 3 000  à   4 000 travailleurs perdent leur emploi, entraînant un taux de chômage de 35 % à Consett, soit deux fois la moyenne nationale de l'époque,.
Le ciel au-dessus de Consett, bien connu pour son épais brouillard orange de poussières d'oxyde de fer issues des usines, se dissipe alors, tout comme les nuages de vapeur émis par les tours aéroréfrigérantes et les cheminées,. Quelques anciens sidérurgistes participent à la démolition de l'usine.
Presque toute trace d’activité sidérurgique a depuis disparu. Seule la sculpture Terra Novalis, édifiée à partir de matériaux issus du site, concrétise une forme de mémoire,. La situation de l'emploi retourne à la normale dans la décennie suivante, le tissu économique se reconstituant sur une base plus diversifiée.